# 下内田
下内田（しもうちだ）は、静岡県菊川市の大字。本項では1889年（明治22年）の町村制施行時に同区域に存在した下内田村（しもうちだむら）についても記す。

## 地理
菊川市中西部に位置する。東で菊川に面した田園地帯である。東で月岡・土橋・東横地・上平川、北で中内田・耳川、西で掛川市岩滑と隣接する。静岡県道79号吉田大東線、静岡県道386号小笠掛川線が下内田交差点で交差する。菊川市内田地区センター、菊川市立内田小学校が立地し、内田地区の中心となっている。

### 河川
- 菊川

### 小字
- 奥操（おくそう）
- 段原（だんばら）
- 水落（みずおち）
- 松山（まつやま）
- 上山（うえやま）
- 稲木（いなき）
- 八反坪（はちたんつぼ）
- 松之本（まつのもと）
- 蛭田（ひるだ）
- 須崎（すざき）

## 歴史

### 沿革
- 「旧高旧領取調帳」[4]の記載によると、明治初年時点で旗本太田氏・宮城氏、丹波篠山藩の相給であった。
- 1868年（慶応4年）5月24日 - 徳川宗家が駿河府中藩に転封。それにともない遠江国内で領地替えが行われ、府中藩の管轄となる。
- 1869年（明治2年）8月7日 - 府中藩が静岡藩に改称。
- 1871年（明治4年）
  - 7月14日 - 廃藩置県により静岡県の管轄となる。
  - 11月15日 - 第1次府県統合により浜松県の管轄となる。
- 1876年（明治9年）8月21日 - 第2次府県統合により静岡県の管轄となる。
- 1889年（明治22年）4月1日 - 町村制施行に伴い、近世からの下内田村が単独で自治体を形成し、城東郡下内田村が発足。
- 1896年（明治29年）4月1日 - 郡制の施行により所属郡が小笠郡に変更。
- 1942年（昭和17年）6月1日 - 中内田村と合併して内田村が発足。同日下内田村廃止。大字下内田となる。
- 1954年（昭和29年）1月1日 - 内田村が堀之内町・横地村・六郷村・加茂村と合併して菊川町が発足。
- 2005年（平成17年）1月17日 - 菊川町が小笠町と合併して菊川市が発足。

## 世帯数と人口
2015年（平成27年）10月1日現在の世帯数と人口は以下の通りである。
| 大字   | 世帯数  | 人口  |
| ------ | ------- | ----- |
| 下内田 | 278世帯 | 908人 |

## 交通

### バス
菊川市コミュニティバスの菊川西循環コースが地域内を通過している。また、しずてつジャストライン浜岡営業所の菊川浜岡線（菊川駅 - 浜岡営業所）上平川停留所が至近に所在する。

### 道路
- 静岡県道79号吉田大東線
- 静岡県道386号小笠掛川線

## 施設
- 菊川市立内田小学校
- 菊川市立おおぞら幼保園
- 菊川市内田地区センター
- 内田郷土資料館
- 上高田公会堂
- 太郎坊公会堂
- 稲荷部公会堂
- 高田区ひかり団地集会所
- 古川神社
- 矢多神社
- 日吉神社
- 文永寺

## その他

### 日本郵便
- 郵便番号 : 439-0034[2]（集配局：菊川郵便局[5]）。

### 警察
町内の警察の管轄区域は以下の通りである。
| 番・番地等 | 警察署     | 交番・駐在所 |
| ---------- | ---------- | ------------ |
| 全域       | 菊川警察署 | 菊川駅前交番 |